# Maria Cristina Dias Tavares
Maria Cristina Dias Tavares é uma engenheira eletricista brasileira, especializada em transmissão de energia elétrica de longa distância e nas características de linhas de transmissão. Atualmente é professora de engenharia elétrica na Universidade Estadual de Campinas (Unicamp).

## Formação e carreira
Tavares obteve seu diploma em engenharia elétrica em 1984 pela Universidade Federal do Rio de Janeiro (UFRJ), no Rio de Janeiro. Concluiu o mestrado em 1991 no Instituto Alberto Luiz Coimbra de Pós-Graduação e Pesquisa em Engenharia (COPPE), também na UFRJ, em 1991. Mudou-se para a cidade de Campinas, no interior do estado de São Paulo, onde obteve o título de doutora em 1998 pela Universidade Estadual de Campinas (Unicamp).
Após realizar pesquisa de pós-doutorado na Universidade de São Paulo (USP), Tavares ingressou no corpo docente da Faculdade de Engenharia Elétrica e de Computação da Unicamp em 2002. Tornou-se professora associada em 2008 e foi promovida a professora titular em 2023.

## Reconhecimento
Tavares foi nomeada para a lista de membros do IEEE [en] do Instituto de Engenheiros Eletricistas e Eletrônicos (IEEE) em 2024, “por suas contribuições para a comutação com religação automática monofásica e trifásica de linhas de transmissão”.